# NGC 6689
NGC 6689 је спирална галаксија у сазвежђу Змај која се налази на NGC листи објеката дубоког неба.
Деклинација објекта је + 70° 31' 27" а ректасцензија 18h 34m 49,9s. Привидна величина (магнитуда) објекта NGC 6689 износи 12,3 а фотографска магнитуда 13,0. Налази се на удаљености од 13,861 милиона парсека од Сунца. NGC 6689 је још познат и под ознакама NGC 6690, UGC 11300, MCG 12-17-26, KAZ 210, KARA 855, CGCG 340-50, IRAS 18354+7028, PGC 62077.